# Приютівська сільська рада
| Приютівська сільська рада — колишній орган місцевого самоврядування у Новоукраїнському районі Кіровоградської області з адміністративним центром у с. Приют. Сільській раді підпорядковані населені пункти: - с. Приют - с. В'юнки - с. Куликова Балка |

## Склад ради
Рада складається з 16 депутатів та голови.

### Керівний склад ради
| ПІБ                       | Основні відомості                                                                      | Дата обрання | Дата звільнення |
| ------------------------- | -------------------------------------------------------------------------------------- | ------------ | --------------- |
| Булат Віра Олекесандрівна | Сільський голова, 1956 року народження, освіта, Всеукраїнське об'єднання 'Батьківщина' | 26.03.2006   | 31.10.2010      |
| Присяжнюк Ольга Федорівна | Сільський голова, 1962 року народження, освіта незакінчена вища, член Партії регіонів  | 31.10.2010   | 25.10.2020      |

Примітка: таблиця складена за даними джерела

## Населення
Згідно з переписом УРСР 1989 року чисельність наявного населення сільської ради становила 1222 особи, з яких 555 чоловіків та 667 жінок.
За переписом населення України 2001 року в сільській раді мешкали 1143 особи.

### Мова
Розподіл населення за рідною мовою за даними перепису 2001 року:
| Мова       | Відсоток |
| ---------- | -------- |
| українська | 93,02 %  |
| російська  | 3,32 %   |
| молдовська | 2,62 %   |
| вірменська | 0,96 %   |